# Aníbal Cavaco Silva

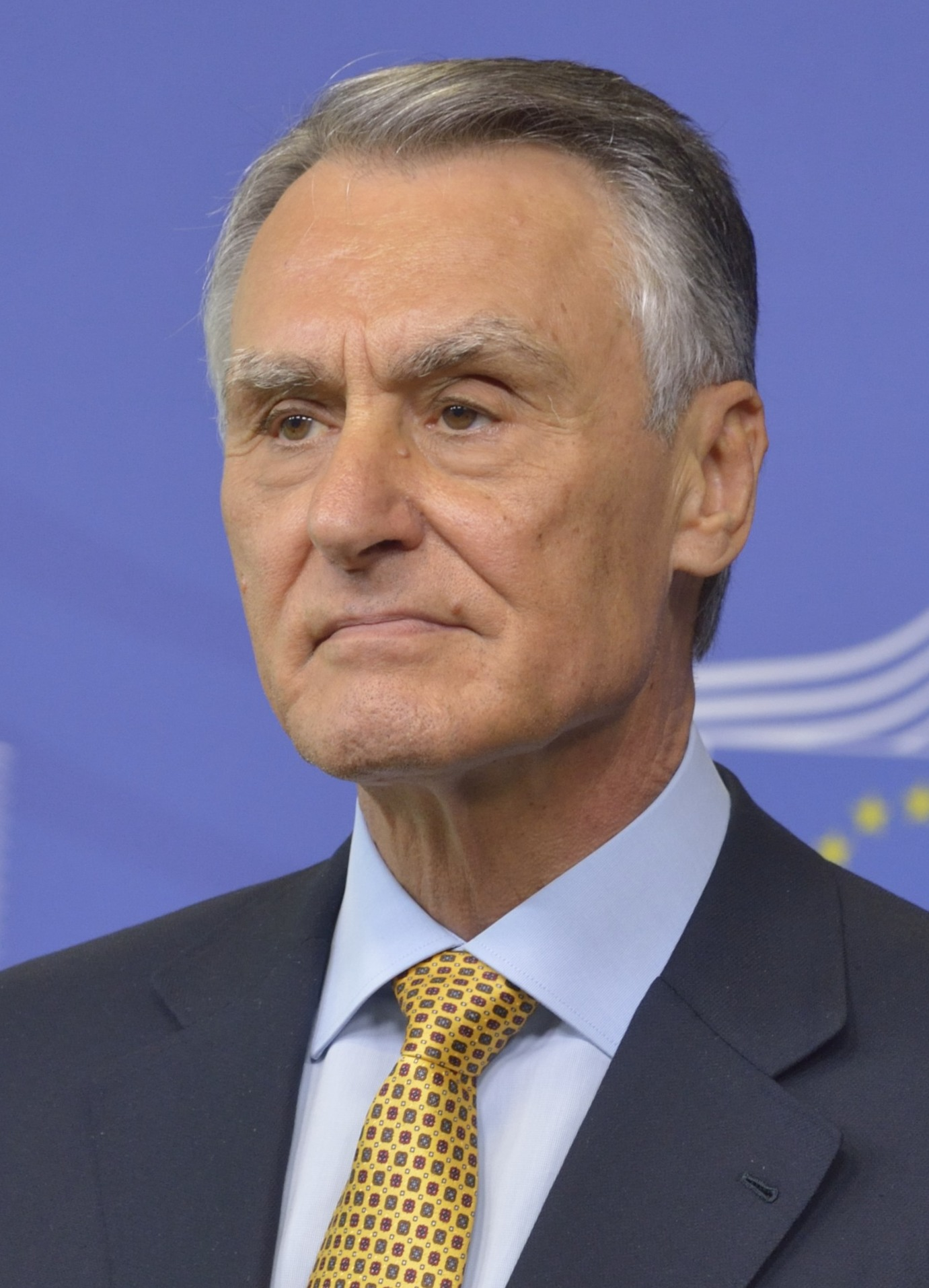
Aníbal Cavaco Silva (2013)

Aníbal António Cavaco Silva ⓘ [ɐˈniβal kɐˈvaku ˈsilvɐ] (* 15. Juli 1939 in Boliqueime im Kreis Loulé, Algarve) ist ein portugiesischer konservativer Politiker (Partido Social Democrata) und Wirtschaftswissenschaftler. Von 2006 bis 2016 war er portugiesischer Staatspräsident.

## Ausbildung und berufliche Tätigkeit
Cavaco Silva ist Sohn eines Tankwarts aus einem kleinen Dorf an der Algarve und wuchs in einfachsten Verhältnissen auf. Nach dem Besuch der höheren Handelsschule studierte er Wirtschaftswissenschaften, leistete in Mosambik seinen Militärdienst und lehrte danach in Lissabon Volkswirtschaftslehre und politische Ökonomie. Kurz vor der Nelkenrevolution ging er nach York in England und promovierte dort über „Steuern und die Ölkrise“.
Danach lehrte er an der Katholischen Universität Portugal und an der Neuen Universität Lissabon und wurde Direktor der Abteilung für Forschung und Statistik bei der portugiesischen Nationalbank (Banco de Portugal).
Nach seinem vorübergehenden Rückzug aus der Politik 1995 nahm er seine Lehrtätigkeit an der Katholischen Universität wieder auf und wurde auch wieder Berater bei der Nationalbank (siehe unten).
Cavaco Silva hat zahlreiche Bücher und Artikel zu wirtschaftswissenschaftlichen Themen veröffentlicht und ist ein entschiedener Verfechter der freien Marktwirtschaft und der Belebung der Wirtschaft aufgrund privater Initiativen.

## Politische Tätigkeit
Nach der Nelkenrevolution vom April 1974 trat er der liberal-konservativen Demokratischen Volkspartei (PPD) von Francisco Sá Carneiro bei, die 1976 in Partido Social Democrata (PSD) umbenannt wurde. 1980 bis 1981 war er Finanz- und Planungsminister im Kabinett von Sá Carneiro. In dieser Zeit erwarb er sich den Ruf eines liberalen Wirtschaftsreformers. Nach Sá Carneiros Tod schied er aus dem Kabinett aus und wurde Mitglied des Nationalen Planungsrates. Zudem übernahm er eine Professur an der Universität Lissabon.
Nach heftigen innerparteilichen Machtkämpfen wurde er am 20. Mai 1985 mit unerwartet knapper Mehrheit zum Vorsitzenden der PSD gewählt. Die Minister der PSD traten anschließend aus dem Koalitionskabinett von Mário Soares aus.

### Premierminister 1985–1995
Er war vom 6. November 1985 bis zum 28. Oktober 1995 Premierminister des Landes. Ihm gelang es zweimal, eine absolute Mehrheit im portugiesischen Parlament zu erlangen. Seine zehnjährige Amtszeit ist die längste in der Geschichte der demokratisch gewählten Premierminister Portugals.
Radikale Wirtschaftsreformen, Steuersenkungen und die intensive Wirtschaftsförderung durch die Europäische Union nach dem Beitritt 1986 begünstigten in Cavaco Silvas erster Amtszeit das Wirtschaftswachstum Portugals. Allerdings führte er eine Minderheitsregierung unter Duldung der Partido Renovador Democrático (PRD; dt. Demokratische Erneuerungspartei). Bei den meisten Abstimmungen konnte er sich auf die Stimmen der rechtspopulistischen Portugiesischen Volkspartei verlassen, dennoch fehlten ihm 16 Stimmen zur Mehrheit. Cavaco Silva konnte nur regieren, wenn die 45 Abgeordneten der PRD sich ihrer Stimme enthielten. 1987 entbrannte in Portugal ein heftiger Streit über die Arbeitsgesetze. Dabei entzog die PRD ihm aber das Vertrauen und nach einem Misstrauensvotum setzte Präsident Mário Soares, Cavaco Silvas langjähriger Widersacher, Neuwahlen an.
Die Wahlen von 1987 brachten Cavaco Silva einen völlig unerwarteten Erdrutschsieg. Seine PSD gewann 50,2 Prozent der Stimmen und 148 der 250 Parlamentssitze, während die Sozialisten nur noch 60 Sitze hatten. Kommunisten und PRD erhielten nur noch vier beziehungsweise sieben Sitze. Es war das erste Mal in der Geschichte Portugals, dass eine Partei die absolute Mehrheit erringen konnte. Damit schien die Ära politischer Instabilität und unsicherer Mehrheiten in Portugal beendet. Cavaco Silva hielt an seiner liberalen Wirtschaftspolitik fest. Portugal gab den letzten Platz auf der Wohlstandsskala der Europäischen Gemeinschaft an Griechenland ab. Es regte sich aber auch Widerstand: Von 1988 bis zum Frühjahr 1989 erschütterte deshalb eine Streikwelle das Land. Cavaco Silvas Gegner warfen ihm vor allem Arroganz und einen autoritären Stil vor.
Bei den Wahlen von 1991 konnte Cavaco Silvas PSD mit 50,6 Prozent und 135 von 230 Sitzen im Parlament den Triumph von 1987 wiederholen; die Mehrheit fiel fast so deutlich aus wie vier Jahre zuvor. In dieser Legislaturperiode schaffte es Cavaco Silva, durch strikte Sparpolitik den Escudo in das Europäische Währungssystem einzubinden – eine Vorentscheidung für die Einbeziehung in die Eurozone. Die strikte Sparpolitik war allerdings ausgesprochen unpopulär. Sie verstärkte die Rezession Anfang der 1990er Jahre mit anhaltend hoher Arbeitslosigkeit und war verbunden mit Korruptionsvorwürfen gegen einige Minister. In dieser Zeit setzte Cavaco Silva seinen erbitterten Machtkampf mit Präsident Marío Soares fort. Durch diese Auseinandersetzung zermürbt, entschied sich Cavaco Silva, seine Parteiämter aufzugeben und bei den Parlamentswahlen 1995 nicht mehr anzutreten. In Ermangelung einer charismatischen Persönlichkeit an der Spitze verlor die PSD die Wahlen am 1. Oktober 1995. Bei der Parlamentswahl 2005 lehnte er es ab, den PSD-Kandidaten Pedro Santana Lopes zu unterstützen.

### Vorübergehender Rückzug aus der Politik
1996 kandidierte er für das Amt des Staatspräsidenten, wurde aber von Jorge Sampaio deutlich geschlagen. Daraufhin zog Cavaco Silva sich vorerst aus der Politik zurück. Bis 2004 beriet er den Aufsichtsrat der portugiesischen Nationalbank. Danach unterrichtete er als Professor an der Wirtschaftsfakultät der Katholischen Universität Portugal.

### Präsident ab 2006
Am 20. Oktober 2005 erklärte Cavaco Silva seine Kandidatur bei den Präsidentschaftswahlen am 22. Januar 2006, die er schon im ersten Wahlgang mit 50,6 % gewann. Die linken Parteien hatten mehrere Kandidaten aufgestellt, unter anderem Manuel Alegre und Cavaco Silvas alten Widersacher Mário Soares.

### Zweite Amtszeit von 2011
Cavaco Silvas wurde am 23. Januar 2011 im Amt bestätigt. Er erhielt 53 % aller Stimmen, während sein Herausforderer, der Sozialist Manuel Alegre, nur ca. 20 % der Stimmen für sich verbuchen konnte. Er trat die zweite Amtszeit am 9. März mit einer vom Regierungslager kritisierten Rede an. Nach zwei Amtszeiten durfte Cavaco Silva bei der Präsidentschaftswahl 2016 nicht mehr kandidieren. 
Sein Nachfolger, der frühere PSD-Vorsitzende Marcelo Rebelo de Sousa,  wurde 2021 wiedergewählt.

## Privates
Cavaco Silva ist seit 1963 mit der Professorin für portugiesische Sprache und Kultur Maria Cavaco Silva verheiratet und hat einen Sohn und eine Tochter.
Er war in seiner Jugend nationaler Meister im 400 Meter-Hürdenlauf, inzwischen beschränken sich seine sportlichen Aktivitäten auf Tennis, Schach und Gartenarbeit.

## Auszeichnungen
- 1987: Großkreuz des Nordstern-Ordens
- 1990: Großkreuz des Ehrenordens
- 1990: Thomas-Dehler-Preis
- 1991: Sonderstufe des Großkreuzes des Verdienstordens Pro Merito Melitensi
- 1991: Großkreuz des Bundesverdienstkreuzes
- 1991: Großkreuz des Ordens vom Kreuz des Südens
- 1991: Großkreuz des Ordens der Eichenkrone
- 1991: Großkreuz des Ordens der Weißen Rose
- 1991: Großkreuz des Ouissam Alaouite
- 1992: Großkreuz des Ordens von Oranien-Nassau
- 1993: Großkreuz des Ordens de Isabel la Católica
- 1995: Großkreuz des portugiesischen Christusordens
- 1997: Großes Goldenes Ehrenzeichen am Bande für Verdienste um die Republik Österreich
- 2006: Collane des Ordens de Isabel la Católica
- 2008: Collane des Ordens vom Kreuz des Südens
- 2008: Königlicher Seraphinenorden
- 2008: Großkreuz des Ordens Polonia Restituta
- 2008: Collane des Ordens des Marienland-Kreuzes
- 2008: Großkreuz des Sankt-Olav-Ordens
- 2008: Collane des National Order of Merit
- 2009: Sonderstufe des Großkreuzes des Verdienstordens der Bundesrepublik Deutschland
- 2009: Groß-Stern des Ehrenzeichens für Verdienste um die Republik Österreich
- 2010: Collane des Piusordens
- 2010: 1. Klasse des Ordens des Weißen Doppelkreuzes
- 2010: Großkreuz des Ordens Bernardo O’Higgins
- 2010: Collane des Verdienstordens Pro Merito Melitensi
- 2012: Grand Collar des Ordem de Timor-Leste[2]
- 2012: Orden des Weißen Adlers
- 2012: Großkreuz mit Diamanten des peruanischen Sonnenordens
- 2014: Collane des Ordens vom Aztekischen Adler
- 2015: Collane des Sterns von Rumänien